# آرثر ريمينغتون
آرثر ريمينغتون (بالإنجليزية: Arthur Remington)‏ هو سياسي نيوزلندي، ولد في 28 يوليو 1856، وتوفي في 17 أغسطس 1909. انتخب عضو مجلس النواب النيوزيلندي.